# Extranjera: Segunda parte
Extranjera: Segunda Parte (também conhecido como Extranjera 2.0) é a segunda e última parte do álbum de estúdio de estreia da artista musical mexicana Dulce María, e seu primeiro lançamento completo. O álbum é o sucessor da primeira metade, que foi lançada em 9 de novembro de 2010. Extranjera: Segunda Parte foi lançado em 14 de junho de 2011 pela Universal Music.
Com a produção de Carlos Lara, Pedro Damián, A.X.L., Sebastian Krys e a própria Dulce no processo executivo, o álbum é todo composto com o pop rock e dance-pop com influências ao pop latino e ao soul.

## Divulgação
Após o lançamento de seu primeiro EP – Extranjera: Primera Parte – em novembro de 2010, Dulce María começou a produzir e finalizar seu primeiro álbum de estúdio que vira a ser lançado no ano seguinte. O álbum foi lançado em 14 de junho de 2011 e contém 7 faixas inéditas e 7 faixas que já estavam presente no primeiro EP da cantora. Em 13 de outubro de 2011, durante o Meus Prêmios Nick 2011, a cantora recebeu o disco de platina pela Universal Music do Brasil, até o momento sendo a única cantora mexicana a certificar disco de platina no Brasil.

### Turnê
A primeira turnê da cantora, a Extranjera On Tour, começou em 15 de abril de 2011 em Puebla de Zaragoza, no México. A turnê ainda passou pelo Brasil, Argentina, Estados Unidos, Venezuela e Equador. O último show da turnê aconteceu na cidade de São Paulo em 9 de dezembro de 2012.

### Singles
- "Ingenua": é uma balada romântica, sendo lançada como o primeiro single do projeto em 04 de abril de 2011 e postado no canal em 18 de julho de 2011.[2][8][9] O vídeo musical da canção foi gravado na Argentina.[10]
- "Ya No": é o segundo single do álbum  foi travado em 15 de janeiro de 2011 e foi lançada em 10 de junho do mesmo ano.[3][11]

## Lista de faixas
| Extranjera: Segunda Parte – Edição padrão |                                                      |                                            |                                |         |  |
| N.º                                       | Título                                               | Compositor(es)                             | Produtor(es)                   | Duração |  |
| 1.                                        | "Inevitable"                                         | Dulce María Axel Dupeyrón Andréa Hernández | A.X.L.                         | 3:08    |  |
| 2.                                        | "Irremediablemente"                                  | Pedro Sanchéz Carlos Lara                  | Sebastián Krys Xarah           | 3:07    |  |
| 3.                                        | "Ya No"                                              | A.B. Quintanilla III Ricky Vela            | Aureo Baqueiro                 | 3:24    |  |
| 4.                                        | "Ingenua"                                            | Mónica Vélez Sanchéz                       | Mario Sierr Krys Xarah         | 3:22    |  |
| 5.                                        | "Lo Intentaré"                                       | Diego Ortega Pepe Ortega                   | A.X.L. Dupeyrón                | 3:12    |  |
| 6.                                        | "No Se Parece"                                       | Lara Ximena Muñoz                          | Lara Gustavo Borner            | 4:02    |  |
| 7.                                        | "Vacaciones"                                         | Alih Jey Baltazar Hinojosa                 | Krys                           | 2:58    |  |
| 8.                                        | "Luna"                                               | María Dupeyrón Hernández                   | A.X.L. Max Petterson           | 2:47    |  |
| 9.                                        | "Extranjera"                                         | Sanchéz Mónoca Vélez                       | Krys                           | 3:42    |  |
| 10.                                       | "Dicen"                                              | María Dupeyrón Gonzalo Schroeder           | A.X.L. Dupeyron Carlos Murguia | 2:41    |  |
| 11.                                       | "Pensando En Ti"                                     | Lara Pedro Munhoz                          | Lara Borner                    | 3:38    |  |
| 12.                                       | "El Hechizo"                                         | Xabier Martín Beldarrain                   | Lara Borner                    | 3:51    |  |
| 13.                                       | "24/7"                                               | María Gonzalo Schroeder                    | Lara Borner                    | 3:15    |  |
| 14.                                       | "¿Quién Serás? (Live From El Lunário México / 2010)" | María Hinojosa                             | Eduardo Tellez                 | 3:39    |  |

| Extranjera: Segunda Parte – Faixas bônus da edição brasileira |                                    |                |         |  |
| N.º                                                           | Título                             | Compositor(es) | Duração |  |
| 15.                                                           | "Ingenua" (Versão em Português)    | Velez Sanchéz  | 3:22    |  |
| 16.                                                           | "Extranjera" (Versão em Português) | Velez Sanchéz  | 3:40    |  |

| Extranjera: Segunda Parte – DVD |                                                |         |  |
| N.º                             | Título                                         | Duração |  |
| 1.                              | "Inevitable" (Live From El Lunario Mexico)     |         |  |
| 2.                              | "Ya No" (Live From El Lunario Mexico)          |         |  |
| 3.                              | "Ingenua" (Live From El Lunario Mexico)        |         |  |
| 4.                              | "¿Quién Serás?" (Live From El Lunario Mexico)  |         |  |
| 5.                              | "Inevitable" (Videoclipe - com closed caption) |         |  |
| 6.                              | "Ya No" (Videoclipe - com closed caption)      |         |  |
| 7.                              | "Inevitable" (Behind the Scenes)               |         |  |
| 8.                              | "Extranjera" (EPK)                             |         |  |